# Rita de Armenia

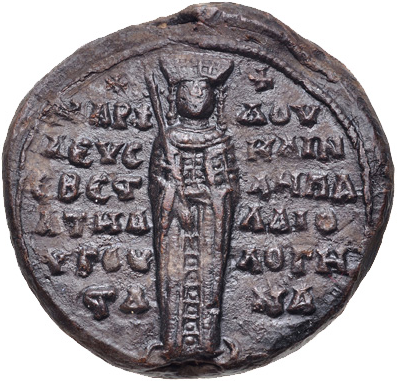
Sello de Rita de Armenia (bajo el nombre de María Ducaina Paleóloga), esposa de Miguel IX Paleólogo

Rita de Armenia (en armenio: Ռիթա, griego: Ρίτα;  10/11 de enero de 1278-julio de 1333) era la hija del rey León II de Armenia y la reina Keran. Fue la esposa del coemperador bizantino Miguel IX Paleólogo, haciendo de ella la joven emperatriz consorte del Imperio bizantino. En 1317, se convirtió en la única emperatriz a la muerte de la emperatriz mayor, Irene de Montferrato. También fue conocida como María de Constantinopla.

## Matrimonio y descendencia
Una crónica atribuida a Haitón II de Armenia es incluida en la colección conocida como Recueil des historiens des croisades [Colección de historiadores de las cruzadas]. Según un pasaje que registra su nacimiento, Rita era la gemela de la princesa Teófano de Armenia.
La historia de Jorge Paquimeres registra que Andrónico II Paleólogo inició negociaciones con León II de Armenia mientras buscaba una esposa potencial para su hijo y cogobernante Miguel IX Paleólogo. León le ofreció a Rita, y el matrimonio tuvo lugar el 16 de enero de 1294. La novia tenía dieciséis años y el novio diecisiete.
Rita asumió el nombre de María mientras estaba en la corte bizantina. Tuvieron cuatro hijos:
- Andrónico (25 de marzo de 1297 - 15 de junio de 1341).[2]
- Manuel, déspota (fallecido en 1319).[3]
- Ana (fallecida en 1320), quien se casó con Tomás I de Epiro y luego con Nicolás Orsini.[4]
- Teodora (fallecida después de 1330), quien se casó con Teodoro Svetoslav de Bulgaria y luego con Miguel Asen III de Bulgaria.[5]

## Emperatriz de Bizancio
Rita fue la consorte emperatriz joven desde 1294 hasta 1317. La emperatriz mayor era Irene de Montferrato, segunda esposa de Andrónico II y madrastra de Miguel IX. Desde 1303, Andrónico II e Irene tenían sus cortes en lugares separados. El emperador mayor residía en Constantinopla y su emperatriz en Tesalónica. Rita se convirtió en la única emperatriz cuando Irene murió en 1317.
Rita permaneció así durante tres años. En 1319, sin embargo, la muerte de su segundo hijo resultó en tragedia. El príncipe Andrónico mantenía una amante pero sospechaba que esta era infiel. Asignó a sus siervos para que esperaran junto a su casa y atacaran a quien intentare entrar. El que se acercó fue Manuel durante la noche y los siervos no lo reconocieron. El segundo príncipe murió por orden de su hermano mayor.
El asunto afectó gravemente la salud de Miguel IX, quien murió el 12 de octubre de 1320. Ambas muertes tensaron la relación entre Andrónico II y Andrónico III. El abuelo y el nieto comenzaron una guerra civil que duraría hasta la victoria del hombre más joven en 1328. Mientras tanto, la viuda Rita se retiró a un monasterio, donde asumió el nombre de «Xenia». Fallecería en aquel lugar cinco años después del final de la guerra.